# 木村拓哉的What's UP SMAP!
木村拓哉的What's UP SMAP!（日语：木村拓哉のWhat's UP SMAP!）是日本一檔由木村拓哉在FM東京冠名主持並在全國FM放送協議會聯播的廣播綜藝節目。該節目于1995年1月開始播出，但在1999年3月曾短暫停播。隨後節目于1999年10月復播，并持續到2018年7月27日播出最後一期。在SMAP于2016年年底宣佈解散后，這是唯一一檔由該組合原成員主持并仍然保留“SMAP”字樣的節目。

## 節目贊助
- 日本生命（1996年4月－1996年9月）
- 朝日超爽啤酒（1996年10月－1997年3月）
- In果凍（日语：Inゼリー）（1999年4月－2001年9月）官網上記為森永製菓
- 大發工業（2001年10月－2002年3月）
- 日本全國農業協同組合聯合會（日语：全国農業協同組合連合会）（2002年4月－2007年3月）
- 尼康（2007年4月－不明）
- 勝利娛樂（2007年4月－2008年5月）
- 明治製菓協助贊助
- 日清食品（2008年5月－2010年3月）
- 西科姆（2010年5月－不明）
- 7網購物（日语：セブンネットショッピング）（2013年1月－2016年3月）

備註：2016年4月之後，直至本節目播送完畢都沒有贊助商。

## 外部連結
- What's海賊團（日語）